# Onthophagus pulchellus
Onthophagus pulchellus là một loài bọ cánh cứng trong họ Bọ hung (Scarabaeidae).